# Brainard Homestead State Park
Brainard Homestead State Park (auch: Brainerd Homestead State Park) ist ein State Park im US-Bundesstaat Connecticut auf dem Gebiet der Gemeinde East Haddam. Der Park umfasst eine Fläche von 25 acre (10 ha) und weist keine Bebauung auf. 2012 wurden die Felder landwirtschaftlich genutzt.

## Geschichte
Die ersten Urkunden zu Brainard Homestead State Park finden sich 1842, als Timothy Green ein Farmhaus auf dem Gelände errichtete. Er selbst lebte nie dort, sondern verpachtete es an Jonathan Morgan. Im März 1854 wurde das Gelände an Selden Tyler Brainerd verkauft. Zusammen mit seiner Frau Harrietzog dieser fünf Kinder in dem 30 ft (9,1 m) × 25 ft (7,6 m; 70 m²) kleinen Farmhaus groß. Später wurde das Haus in einem Testament an Geraldine W. Hayden übertragen. 1929 verstarb Hayden und vermachte den Besitz an den State of Connecticut, damit das Anwesen als Gedenkstätte für ihren Großvater genutzt werden sollte. Ein Bericht der Connecticut State Park and Forest Commission stellte fest, dass es keine ideale Situation sei, denn es sei schwierig, ein Gelände im Voraus festzulegen, ohne die Nutzungsmöglichkeiten vorher zu klären. Mrs. Hayden war den Beamten unbekannt und obwohl das Land gewisse Vorteile bot, dauerte es bis in die 1930er, bis alle bürokratischen Hürden genommen waren. Die Verzögerung ergab sich auch aus der Bedingung, dass William Brainerd, eines der Kinder, lebenslanges Nutzungsrecht erhalten hatte. William Brainerd starb 1936, womit das Vermächtnis erfüllt war. Später ließ der Staat die Gebäude abreisen und wandelte das Gebiet um in den State Park.
Die Akten zur Landnutzung zeigen, dass die Felder der Farm einst an einen Mortimer Gelston verpachtet waren. Auch heute noch werden die umliegenden Felder und die Felder des State Parks bewirtschaftet. Offensichtlich sind noch Kellerfundamente und Marksteine erhalten.
Wann das Brainard Homestead endgültig zum State Park umgewandelt wurde, ist unbekannt, wobei sicher ist, dass dies bereits vor dem Tod von William Brainard geschah. Im State of Connecticut Register and Manual von 1934 ist der Brainard Homestead State Park als 39. State Park aufgelistet mit 25 acres. Schon für 1932 sind im State of Connecticut Register and Manual 40 State Parks verzeichnet.

## Geographie
Der Park liegt in der Nähe der Mündung  des Salmon River oberhalb des Connecticut River. In wenigen Kilometern Entfernung befindet sich weiter westlich auf dem gegenüberliegenden Ufer des Connecticut River der Haddam Meadows State Park weiter südlich der Eagle Landing State Park, und in der direkten Umgebung im Süden liegt das Chapman Pond Preserve der The Nature Conservancy.
Östlich des Parks erhebt sich der Landing Hill mit 86 m über dem Meer.

## Freizeitaktivitäten
Freizeitaktivitäten sind vor allem Vogelbeobachtungen, Mannschaftssportarten im Gelände und Wandern. Außerdem gibt es Geocaches auf dem Gelände. 2012 verzeichnete das „The A to Z of CT State Parks“ landwirtschaftliche Nutzung des Geländes.

## Anmerkung
Obwohl der Name der ursprünglichen Besitzer „Brainerd“ war, hat der Staat Connecticut die Schreibweise „Brainard“ seit 1934 in Gebrauch.